# Manfred Lindner (Fußballspieler)
Manfred Lindner ist ein ehemaliger deutscher Fußballspieler, der ausschließlich für den FC Bayern München aktiv war.

## Karriere
Lindner gehörte von 1953 bis 1961 dem FC Bayern München an, für den er sowohl als Mittelfeldspieler als auch als Stürmer in der Oberliga Süd, der seinerzeit höchsten deutschen Spielklasse, zum Einsatz kam.
Absolvierte er in seiner Premierensaison lediglich ein Freundschaftsspiel, so waren es in der Folgesaison deren neun; zudem bestritt er seine ersten vier von insgesamt 56 Oberligaspielen. Sein Debüt krönte er am 29. August 1954 (2. Spieltag) bei der 1:2-Niederlage im Heimspiel gegen den FSV Frankfurt bereits mit seinem einzigen Tor für die Bayern, das er in der 13. Minute zum 1:1-Ausgleich erzielte. Aufgrund des schlechten Abschneidens der Saison, begleitete er die Bayern in die 2. Oberliga Süd. In dieser trug er mit 12 Punktspielen zur Rückkehr in die Oberliga Süd bei. Mit 20 bzw. 22 Punktspielen kam er in der Saison 1956/57 bzw. 1957/58 am häufigsten zum Einsatz. Bestritt er 1958/59 nur drei Punktspiele, so waren es in seiner vorletzten Saison sieben. Sein letztes Punktspiel absolvierte er am 30. April 1960 (30. Spieltag) beim 1:1-Unentschieden gegen Kickers Offenbach im Stadion an der Grünwalder Straße. In seiner letzten Saison für den FC Bayern München bestritt er mit seinen beiden Freundschaftsspielen die Freundschaftsspiele Nummer 49 und 50, und mit dem Spiel im Wettbewerb um den Süddeutschen Pokal sein insgesamt 13. Pokalspiel seit der Saison 1956/57. Bei seiner Pokalspielpremiere kam er am 27. Januar 1957 im ersten Spiel bei der SpVgg Neu-Isenburg zum Einsatz. Im Spiel, das mit dem 2:2-Unentschieden nach Verlängerung keinen Sieger fand, musste er in der 70. Minute verletzungsbedingt ausscheiden. Im Rückspiel, das am 3. März 1957 mit 4:0 gewonnen wurde, gehörte er der erfolgreichen Mannschaft erneut an, wie auch am 9. März 1957 beim 3:1-Sieg im Heimspiel gegen den TSV Straubing. Nachdem sein Verein am 31. März 1957 ohne ihn über den 3:2-Sieg n. V. über Kickers Offenbach und nach zwei Begegnungen mit dem KSV Hessen Kassel (1:1 n. V. und 3:1) das Endspiel erreichte, wurde ihm und seiner Mannschaft der Pokalgewinn zuteil, nachdem am 25. Juni 1957 der 1. FC Schweinfurt 05 mit 4:1 besiegt wurde.

## Erfolge
- Süddeutscher Pokal-Sieger 1957